# Offensive de Ağdara
Opération Goranboy du Guerre du Haut-Karabagh
L'offensive d'Ağdara est une offensive de l'armée azerbaïdjanaise dans le cadre de l'opération Goranboy menée par le nouveau président de la République d'Azerbaïdjan Aboulfaz Eltchibeï sur la région d'Ağdara, qui résulte pour la première fois, par un succès des azerbaïdjanais.

## Contexte

### La guerre au Haut-Karabagh (1988-94)
La guerre du Haut-Karabakh, qui a eu lieu de 1988 à 1994, est un conflit territorial entre l'Arménie et l'Azerbaïdjan. Elle a commencé le 13 février 1988, lorsque les Arméniens du Karabakh ont manifesté pour demander l'unification avec la République soviétique d'Arménie. Les tensions se sont intensifiées au fil des années, entraînant des affrontements armés entre les forces arméniennes et azéries.

### Eltchibeï et «Goranboy»
Durant les élections présidentielles en Azerbaïdjan de 1992, Aboulfaz Eltchibeï devient le président de l'Azerbaïdjan, avec l'aide de la Turquie, Eltchibeï va lancer une coopération militaire pour mener une opération surnommée « Goranboy » une grande offensive qui devait passer par Chahoumian et Ağdara, le rôle de la Turquie était de fournir en armes et des conseillers militaires, c'est ainsi dans ce contexte que l'offensive sur la région de Ağdara va débuter.

## Offensive
Le 12 juin les forces azerbaïdjanaises lancent leur grande offensive ce qui va débuter l'opération Goranboy, c'est alors que le 4 juillet des soldats traverse la frontière et capture la plus grande de la tour de la région, les soldats arméniens fuirent en paniquant, dans les trois semaines qui suivent l'armée azerbaïdjanaise capture officiellement tout le nord du Haut-Karabagh.

### Note
1. ↑  En arménien: Մարտակերտի հարձակողական, en azéri: Ağdərə hücumu.